# 근화여자고등학교
근화여자고등학교(菫花女子高等學校)는 대한민국 경상북도 경주시 용강동에 위치한 사립 고등학교이다.

## 학교 연혁
- 1949년 2월 28일 : 사설 학술강습회(근화여자중학원) 인가
- 1949년 4월 1일 : 초대원장 신원식 신부 취임
- 1950년 5월 3일 : 근화여자중학교 4년제 인가
- 1950년 5월 3일 : 초대 교장 신원식 신부 취임
- 1951년 8월 31일 : 근화여자중학교 3학급 인가(교육법 일부 개정)
- 1951년 10월 5일 : 근화고등기술학교 2학급(가사과 1, 양재과 1) 인가
- 1953년 4월 9일 : 근화여자고등기술학교 학칙변경, 가사과 2개년으로 편성, 각학년 1학급씩 2학급 인가
- 1959년 6월 24일 : 근화여자고등기술학교 폐교
- 1963년 12월 14일 : 근화여자고등학교 각학년 2학급씩, 전학년 6학급 인가
- 1977년 3월 1일 : 중학교, 고등학교 분리 운영
- 1992년 5월 3일 : 신축교사 기공식
- 2005년 3월 1일 : 1, 2, 3학년 각 8학급 전학년 24학급 인가
- 2012년 3월 2일 : 자율형 창의경영학교 운영학교 선정
- 2015년 3월 1일 : 선진형 교과교실제 시행
- 2015년 12월 28일 : 체육관 대수선공사 준공
- 2018년 3월 1일 : 교목(벽오동 -> 느티나무) 변경
- 2019년 3월 28일 : 학교 급식소 대수선공사 준공
- 2019년 10월 17일 : 녹색 학교 가꾸기 사업(학생 쉼터 조성)
- 2020년 3월 2일 : 고교학점제 선도학교(교육부)
- 2022년 9월 1일 : 제18대 류현식 교장 취임
- 2024년 1월 5일 : 제58회 졸업(졸업생 총 19,186명 배출)

## 참고 자료
- 근화여자고등학교 - 한국교육학술정보원 학교알리미